# Гідролокатор

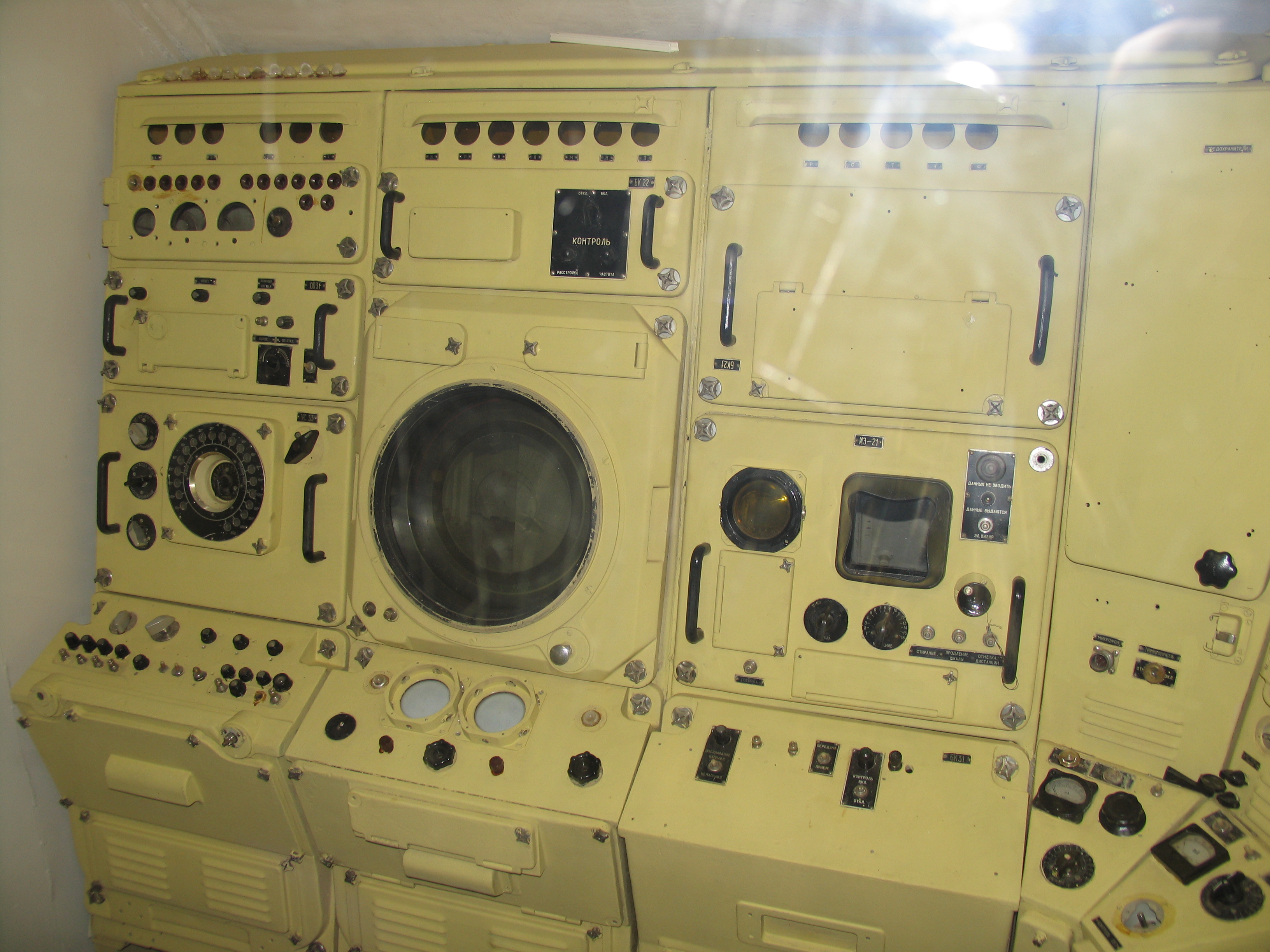
Пост гідроакустика підводного човна Б-396

Гідроакустична станція (ГАС) або сона́р (від англ. sonar — скорочення від sound navigation and ranging) також гідролока́тор — засіб звукового виявлення підводних об'єктів за допомогою акустичного випромінювання. У Великій Британії до 1948 р. використовувалася назва «асдик» (англ. ASDIC, абревіатура від Allied Submarine Detection Investigation Committee).
Роберт Райнс прославився як один із творців сучасних сонарів.

## Основні відомості
За принципом дії гідролокатори розрізняють на:
- Пасивні — визначення місця положення підводного об'єкта по звукових сигналах, випромінюваним самим об'єктом (шумопеленгування).
- Активні — використовують відбитий або розсіяний підводним об'єктом сигнал, випромінений у його сторону гідролокатором.

Активний гідролокатор «Асдік» у його первісній примітивній формі був винайдений наприкінці Першої світової війни. Основний принцип його дії залишився незмінним дотепер. Однак за минулі роки ефективність гідролокатора значно зросла, розширилися масштаби його використання, а також збільшилося число класів кораблів, з яких він міг застосовуватися для проведення пошуку й атак човнів ворога.
Основу становить приймач-передавач, який посилає звукові імпульси в необхідному напрямку, а також ухвалює відбиті імпульси, якщо посилка, зустрівши на своєму шляху який-небудь об'єкт, відіб'ється від нього. Ці посилки й відбиті сигнали після перетворення звучать дуже схоже на те, як вимовляється слово «пінг». Тому його стали називати «пінгсетом» (англ. ping set), роботу на ньому назвали «пінгінг» (англ. pinging), а офіцера-фахівця із протичовневої боротьби — «пінгер» (англ. pinger).
Обертаючи приймачем-передавачем подібно прожектору, ми можемо визначити по компасу напрямок, у якому посланий «пінг», а отже, і напрямок об'єкта (пеленг), від якого «пінг» відбитий. Вимірявши проміжок часу між посилкою імпульсу й прийманням відбитого сигналу, можна визначити відстань до виявленого об'єкта.

## Ехолот
Ехолот — вузькоспеціалізований гідролокатор, обладнання для дослідження рельєфу дна водного басейну. Звичайно використовує ультразвуковий передавач і приймач, а також ЕОМ для обробки отриманих даних і рисування топографічної карти дна.

## Вплив на морську фауну
Всі потужні сонари, що використовуються у військових цілях, надзвичайно шкідливі для підводних мешканців: дельфінів, китів, і т. д. Існують докази, що в китів, котрі мають надзвичайно чутливу слухову систему, випромінювання сонара внаслідок резонансу повністю руйнує чутливі тканини, зокрема в нижній щелепі, викликаючи емболію. Внаслідок цього кити втрачають здатність до орієнтації, відчувають паніку і біль та рятуючись від випромінювання, вистрибують на узбережжя.
Надзвичайні трагедії відбуваються під час масштабних військових навчань, коли кілька одиниць, а то й більше десятка кораблів-винищувачів вистежують підводний човен і використовують сонари на повній потужності. Внаслідок віддзеркалення коливань від дна чи шарів води з різною температурою, та часткової інтерференції, підводні площі в кілька десятків а то й сотень кілометрів перетворюються на смертельну пастку для тварин. Це неодноразово спостерігалося і було задокументовано на Гаваях, в водах Греції, на Багамах, Канарських островах, північному узбережжі США, та Іспанії. Офіційно влада і армії багатьох країн (напр. США, Китай) поки що в більшості випадків заперечують прямий зв'язок між масовим самогубством морських тварин та використанням потужних сонарів, або ж відмовляються коментувати ці факти. Але багато природоохоронців підтверджують безпосередній і надзвичайно негативний вплив сонарів на підводну екосистему Marine mammals and sonar.

## Дослідження
У 2018 році група дослідників з Пенсільванського університету розробила пристрій приховування, який ефективно працює під водою. Цей новий «метаматеріальний плащ-невидимка» здатний перехопити і переломити акустичні хвилі, що поширюються під водою, і якими промацують навколишній простір гідролокатори. При цьому, все це відбувається без найменшого відображення або розсіювання звукових хвиль, завдяки чому сонар не зможе дізнатися про те, що в межах його досяжності знаходиться який-небудь об'єкт.